# Association Sportive de Monaco Football Club 2025-2026
Questa voce raccoglie le informazioni riguardanti l'Association Sportive de Monaco Football Club nelle competizioni ufficiali della stagione 2025-2026.

## Stagione
La stagione 2025-2026 sarà la centunesima nella storia del club e la sua sessantasettesima nella massima divisione. Essa vedrà il Monaco partecipare alla Ligue 1, per la dodicesima stagione consecutiva, alla Coppa di Francia e alla Champions League

## Divise e sponsor
| Casa | Trasferta |

## Rosa
In corsivo i calciatori ceduti durante la stagione.
| N. |                        | Ruolo | Calciatore              |
| -- | ---------------------- | ----- | ----------------------- |
| 1  | Finlandia (bandiera)   | P     | Lukáš Hrádecký          |
| 2  | Brasile (bandiera)     | D     | Vanderson               |
| 3  | Inghilterra (bandiera) | D     | Eric Dier               |
| 4  | Paesi Bassi (bandiera) | D     | Jordan Teze             |
| 5  | Germania (bandiera)    | D     | Thilo Kehrer ()         |
| 6  | Svizzera (bandiera)    | C     | Denis Zakaria ()        |
| 7  | Francia (bandiera)     | C     | Eliesse Ben Seghir      |
| 8  | Francia (bandiera)     | C     | Paul Pogba              |
| 9  | Inghilterra (bandiera) | A     | Folarin Balogun         |
| 10 | Russia (bandiera)      | C     | Aleksandr Golovin       |
| 11 | Francia (bandiera)     | C     | Maghnes Akliouche       |
| 12 | Brasile (bandiera)     | D     | Caio Henrique           |
| 13 | Francia (bandiera)     | D     | Christian Mawissa Elebi |

| N. |                           | Ruolo | Calciatore         |
| -- | ------------------------- | ----- | ------------------ |
| 14 | Danimarca (bandiera)      | A     | Mika Biereth       |
| 15 | Senegal (bandiera)        | C     | Lamine Camara      |
| 16 | Svizzera (bandiera)       | P     | Philipp Köhn       |
| 17 | Costa d'Avorio (bandiera) | D     | Wilfried Singo     |
| 18 | Giappone (bandiera)       | A     | Takumi Minamino    |
| 20 | Francia (bandiera)        | D     | Kassoum Ouattara   |
| 21 | Francia (bandiera)        | A     | George Ilenikhena  |
| 22 | Ghana (bandiera)          | D     | Mohammed Salisu    |
| 27 | Senegal (bandiera)        | A     | Krépin Diatta      |
| 31 | Spagna (bandiera)         | A     | Ansu Fati          |
| 36 | Svizzera (bandiera)       | A     | Breel Embolo       |
| 41 | Francia (bandiera)        | A     | Lucas Michal       |
| 50 | Francia (bandiera)        | P     | Yann Lienard       |
| 88 | Francia (bandiera)        | C     | Soungoutou Magassa |

## Calciomercato

### Sessione estiva(dal 1º/7 al 1º/9)
| Acquisti         | Acquisti          | Acquisti         | Acquisti                 |
| R.               | Nome              | da               | Modalità                 |
| ---------------- | ----------------- | ---------------- | ------------------------ |
| P                | Lukáš Hrádecký    | Bayer Leverkusen | definitivo (3 milioni €) |
| D                | Eric Dier         | Bayern Monaco    | gratuito                 |
| A                | Ansu Fati         | Barcellona       | prestito                 |
| C                | Paul Pogba        |                  | svincolato               |
| Altre operazioni |                   |                  |                          |
| R.               | Nome              | da               | Modalità                 |
| A                | Myron Boadu       | Bochum           | fine prestito            |
| A                | Paris Brunner     | Cercle Bruges    | fine prestito            |
| D                | Ismail Jakobs     | Galatasaray      | fine prestito            |
| D                | Chrislain Matsima | Augusta          | fine prestito            |

| Cessioni         | Cessioni          | Cessioni      | Cessioni                 |
| R.               | Nome              | a             | Modalità                 |
| ---------------- | ----------------- | ------------- | ------------------------ |
| D                | Ismail Jakobs     | Galatasaray   | definitivo (8 milioni €) |
| D                | Chrislain Matsima | Augusta       | definitivo (5 milioni €) |
| C                | Edan Diop         | Cercle Bruges | prestito                 |
| P                | Radosław Majecki  | Brest         | prestito                 |
| Altre operazioni |                   |               |                          |
| R.               | Nome              | a             | Modalità                 |
| C                | Ali Elmusrati     | Beşiktaş      | fine prestito            |

### Sessione invernale
| Acquisti         | Acquisti         | Acquisti         | Acquisti         |
| R.               | Nome             | da               | Modalità         |
| Altre operazioni | Altre operazioni | Altre operazioni | Altre operazioni |
| R.               | Nome             | da               | Modalità         |
| ---------------- | ---------------- | ---------------- | ---------------- |

| Cessioni         | Cessioni         | Cessioni         | Cessioni         |
| R.               | Nome             | a                | Modalità         |
| Altre operazioni | Altre operazioni | Altre operazioni | Altre operazioni |
| R.               | Nome             | a                | Modalità         |
| ---------------- | ---------------- | ---------------- | ---------------- |

## Risultati

### Ligue 1

#### Girone di andata
| Arbitro: | Buquet |

|                                             |           |            |
| G. Lloris 32’ (aut.) Dier 61’ Akliouche 74’ | Marcatori | 67’ Ndiaye |

| Villeneuve-d'Ascq 24 agosto 2025, ore 20:45 CEST 2ª giornata | Lilla | – referto | Monaco | Stadio Pierre Mauroy |

| Fontvieille 3ª giornata | Monaco | – referto | Strasburgo | Stadio Louis II |

| Auxerre 4ª giornata | Auxerre | – referto | Monaco | Stadio Abbé-Deschamps |

| Fontvieille 5ª giornata | Monaco | – referto | Metz | Stadio Louis II |

| Lorient 6ª giornata | Lorient | – referto | Monaco | Stadio Yves Allainmat |

| Fontvieille 7ª giornata | Monaco | – referto | Nizza | Stadio Louis II |

| Angers 8ª giornata | Angers | – referto | Monaco | Stadio Raymond Kopa |

| Fontvieille 9ª giornata | Monaco | – referto | Tolosa | Stadio Louis II |

| Nantes 10ª giornata | Nantes | – referto | Monaco | Stadio della Beaujoire |

| Fontvieille 11ª giornata | Monaco | – referto | Paris FC | Stadio Louis II |

| Fontvieille 12ª giornata | Monaco | – referto | Lens | Stadio Louis II |

| Rennes 13ª giornata | Rennes | – referto | Monaco | Roazhon Park |

| Fontvieille 14ª giornata | Monaco | – referto | Paris Saint-Germain | Stadio Louis II |

| Brest 15ª giornata | Brest | – referto | Monaco | Stadio Francis Le Blé |

| Marsiglia 16ª giornata | Olympique Marsiglia | – referto | Monaco | Stadio Vélodrome |

| Fontvieille 17ª giornata | Monaco | – referto | Olympique Lione | Stadio Louis II |

#### Girone di ritorno
| Fontvieille 18ª giornata | Monaco | – referto | Lorient | Stadio Louis II |

| Le Havre 19ª giornata | Le Havre | – referto | Monaco | Stadio Océane |

| Fontvieille 20ª giornata | Monaco | – referto | Rennes | Stadio Louis II |

| Nizza 21ª giornata | Nizza | – referto | Monaco | Allianz Riviera |

| Fontvieille 22ª giornata | Monaco | – referto | Nantes | Stadio Louis II |

| Lens 23ª giornata | Lens | – referto | Monaco | Stadio Bollaert-Delelis |

| Fontvieille 24ª giornata | Monaco | – referto | Angers | Stadio Louis II |

| Parigi 25ª giornata | Paris Saint-Germain | – referto | Monaco | Parco dei Principi |

| Fontvieille 26ª giornata | Monaco | – referto | Brest | Stadio Louis II |

| Décines-Charpieu 27ª giornata | Olympique Lione | – referto | Monaco | Parc Olympique Lyonnais |

| Fontvieille 28ª giornata | Monaco | – referto | Olympique Marsiglia | Stadio Louis II |

| Parigi 29ª giornata | Paris FC | – referto | Monaco | Stadio Jean Bouin |

| Fontvieille 30ª giornata | Monaco | – referto | Auxerre | Stadio Louis II |

| Tolosa 31ª giornata | Tolosa | – referto | Monaco | Stadium |

| Metz 32ª giornata | Metz | – referto | Monaco | Stadio Saint Symphorien |

| Fontvieille 33ª giornata | Monaco | – referto | Lilla | Stadio Louis II |

| Strasburgo 34ª giornata | Strasburgo | – referto | Monaco | Stadio della Meinau |

## Statistiche
Aggiornato al 16 agosto 2025

### Statistiche di squadra
| Competizione     | Punti | In casa | In casa | In casa | In casa | In casa | In casa | In trasferta | In trasferta | In trasferta | In trasferta | In trasferta | In trasferta | Totale | Totale | Totale | Totale | Totale | Totale | DR |
| Competizione     | Punti | G       | V       | N       | P       | Gf      | Gs      | G            | V            | N            | P            | Gf           | Gs           | G      | V      | N      | P      | Gf     | Gs     | DR |
| ---------------- | ----- | ------- | ------- | ------- | ------- | ------- | ------- | ------------ | ------------ | ------------ | ------------ | ------------ | ------------ | ------ | ------ | ------ | ------ | ------ | ------ | -- |
| Ligue 1          | 3     | 1       | 1       | 0       | 0       | 3       | 1       |              |              |              |              |              |              | 1      | 1      | 0      | 0      | 3      | 1      | +2 |
| Coppa di Francia | -     |         |         |         |         |         |         |              |              |              |              |              |              |        |        |        |        |        |        |    |
| Champions League | -     |         |         |         |         |         |         |              |              |              |              |              |              |        |        |        |        |        |        |    |
| Totale           | -     | 1       | 1       | 0       | 0       | 3       | 1       |              |              |              |              |              |              | 1      | 1      | 0      | 0      | 3      | 1      | +2 |

### Andamento in campionato
| Giornata  | 1 | 2 | 3 | 4 | 5 | 6 | 7 | 8 | 9 | 10 | 11 | 12 | 13 | 14 | 15 | 16 | 17 | 18 | 19 | 20 | 21 | 22 | 23 | 24 | 25 | 26 | 27 | 28 | 29 | 30 | 31 | 32 | 33 | 34 |
| --------- | - | - | - | - | - | - | - | - | - | -- | -- | -- | -- | -- | -- | -- | -- | -- | -- | -- | -- | -- | -- | -- | -- | -- | -- | -- | -- | -- | -- | -- | -- | -- |
| Luogo     | C | T | C | T | C | T | C | T | C | T  | C  | C  | T  | C  | T  | T  | C  | C  | T  | C  | T  | C  | T  | C  | T  | C  | T  | C  | T  | C  | T  | T  | C  | T  |
| Risultato | V |   |   |   |   |   |   |   |   |    |    |    |    |    |    |    |    |    |    |    |    |    |    |    |    |    |    |    |    |    |    |    |    |    |
| Posizione |   |   |   |   |   |   |   |   |   |    |    |    |    |    |    |    |    |    |    |    |    |    |    |    |    |    |    |    |    |    |    |    |    |    |

Legenda:

Luogo: C = Casa; T = Trasferta. Risultato: R = Rinviata; V = Vittoria; N = Pareggio; P = Sconfitta.

### Andamento in Champions League
| Giornata  | 1 | 2 | 3 | 4 | 5 | 6 | 7 | 8 |
| --------- | - | - | - | - | - | - | - | - |
| Luogo     |   |   |   |   |   |   |   |   |
| Risultato |   |   |   |   |   |   |   |   |
| Posizione |   |   |   |   |   |   |   |   |

Legenda:

Luogo: C = Casa; T = Trasferta. Risultato: V = Vittoria; N = Pareggio; P = Sconfitta.

### Statistiche dei giocatori
Sono in corsivo i calciatori che hanno lasciato la società a stagione in corso.
| Giocatore     | Ligue 1  | Ligue 1 | Ligue 1     | Ligue 1    | Coppa di Francia | Coppa di Francia | Coppa di Francia | Coppa di Francia | Champions League | Champions League | Champions League | Champions League | Totale   | Totale | Totale      | Totale     |
| Giocatore     | Presenze | Reti    | Ammonizioni | Espulsioni | Presenze         | Reti             | Ammonizioni      | Espulsioni       | Presenze         | Reti             | Ammonizioni      | Espulsioni       | Presenze | Reti   | Ammonizioni | Espulsioni |
| ------------- | -------- | ------- | ----------- | ---------- | ---------------- | ---------------- | ---------------- | ---------------- | ---------------- | ---------------- | ---------------- | ---------------- | -------- | ------ | ----------- | ---------- |
| M. Akliouche  | 1        | 1       | 0           | 0          | 0                | 0                | 0                | 0                | 0                | 0                | 0                | 0                | 1        | 1      | 0           | 0          |
| F. Balogun    | 0        | 0       | 0           | 0          | 0                | 0                | 0                | 0                | 0                | 0                | 0                | 0                | 0        | 0      | 0           | 0          |
| A. Bamba      | 1        | 0       | 0           | 0          | 0                | 0                | 0                | 0                | 0                | 0                | 0                | 0                | 1        | 0      | 0           | 0          |
| E. Ben Seghir | 1        | 0       | 0           | 0          | 0                | 0                | 0                | 0                | 0                | 0                | 0                | 0                | 1        | 0      | 0           | 0          |
| M. Biereth    | 1        | 0       | 0           | 0          | 0                | 0                | 0                | 0                | 0                | 0                | 0                | 0                | 1        | 0      | 0           | 0          |
| P. Brunner    | 1        | 0       | 0           | 0          | 0                | 0                | 0                | 0                | 0                | 0                | 0                | 0                | 1        | 0      | 0           | 0          |
| Caio Henrique | 1        | 0       | 0           | 0          | 0                | 0                | 0                | 0                | 0                | 0                | 0                | 0                | 1        | 0      | 0           | 0          |
| L. Camara     | 1        | 0       | 0           | 0          | 0                | 0                | 0                | 0                | 0                | 0                | 0                | 0                | 1        | 0      | 0           | 0          |
| M. Coulibaly  | 0        | 0       | 0           | 0          | 0                | 0                | 0                | 0                | 0                | 0                | 0                | 0                | 0        | 0      | 0           | 0          |
| K. Diatta     | 0        | 0       | 0           | 0          | 0                | 0                | 0                | 0                | 0                | 0                | 0                | 0                | 0        | 0      | 0           | 0          |
| E. Dier       | 1        | 1       | 0           | 0          | 0                | 0                | 0                | 0                | 0                | 0                | 0                | 0                | 1        | 1      | 0           | 0          |
| B. Embolo     | 0        | 0       | 0           | 0          | 0                | 0                | 0                | 0                | 0                | 0                | 0                | 0                | 0        | 0      | 0           | 0          |
| A. Fati       | 0        | 0       | 0           | 0          | 0                | 0                | 0                | 0                | 0                | 0                | 0                | 0                | 0        | 0      | 0           | 0          |
| A. Golovin    | 1        | 0       | 0           | 0          | 0                | 0                | 0                | 0                | 0                | 0                | 0                | 0                | 1        | 0      | 0           | 0          |
| L. Hrádecký   | 1        | -1      | 0           | 0          | 0                | -0               | 0                | 0                | 0                | -0               | 0                | 0                | 1        | -1     | 0           | 0          |
| G. Ilenikhena | 1        | 0       | 0           | 0          | 0                | 0                | 0                | 0                | 0                | 0                | 0                | 0                | 1        | 0      | 0           | 0          |
| T. Kehrer     | 0        | 0       | 0           | 0          | 0                | 0                | 0                | 0                | 0                | 0                | 0                | 0                | 0        | 0      | 0           | 0          |
| P. Köhn       | 0        | -0      | 0           | 0          | 0                | -0               | 0                | 0                | 0                | -0               | 0                | 0                | 0        | -0     | 0           | 0          |
| Y. Lienard    | 0        | -0      | 0           | 0          | 0                | -0               | 0                | 0                | 0                | -0               | 0                | 0                | 0        | -0     | 0           | 0          |
| S. Magassa    | 0        | 0       | 0           | 0          | 0                | 0                | 0                | 0                | 0                | 0                | 0                | 0                | 0        | 0      | 0           | 0          |
| C. Mawissa    | 1        | 0       | 0           | 0          | 0                | 0                | 0                | 0                | 0                | 0                | 0                | 0                | 1        | 0      | 0           | 0          |
| L. Michal     | 0        | 0       | 0           | 0          | 0                | 0                | 0                | 0                | 0                | 0                | 0                | 0                | 0        | 0      | 0           | 0          |
| T. Minamino   | 1        | 0       | 0           | 0          | 0                | 0                | 0                | 0                | 0                | 0                | 0                | 0                | 1        | 0      | 0           | 0          |
| K. Ouattara   | 0        | 0       | 0           | 0          | 0                | 0                | 0                | 0                | 0                | 0                | 0                | 0                | 0        | 0      | 0           | 0          |
| P. Pogba      | 0        | 0       | 0           | 0          | 0                | 0                | 0                | 0                | 0                | 0                | 0                | 0                | 0        | 0      | 0           | 0          |
| M. Salisu     | 0        | 0       | 0           | 0          | 0                | 0                | 0                | 0                | 0                | 0                | 0                | 0                | 0        | 0      | 0           | 0          |
| W. Singo      | 0        | 0       | 0           | 0          | 0                | 0                | 0                | 0                | 0                | 0                | 0                | 0                | 0        | 0      | 0           | 0          |
| J. Teze       | 1        | 0       | 0           | 0          | 0                | 0                | 0                | 0                | 0                | 0                | 0                | 0                | 1        | 0      | 0           | 0          |
| Vanderson     | 1        | 0       | 0           | 0          | 0                | 0                | 0                | 0                | 0                | 0                | 0                | 0                | 1        | 0      | 0           | 0          |
| D. Zakaria    | 1        | 0       | 0           | 0          | 0                | 0                | 0                | 0                | 0                | 0                | 0                | 0                | 1        | 0      | 0           | 0          |